# Chionaema suberythraea
Cyana saalmuelleri là một loài bướm đêm thuộc phân họ Arctiinae, họ Erebidae.